# دهستان زیرراه
دهستان زیرراه، دهستانی است از توابع بخش سعدآباد شهرستان دشتستان در استان بوشهر ایران.

## جمعیت
براساس سرشماری سال ۱۳۸۵ جمعیت آن ۱۱٬۶۶۶ نفر (۲٬۴۸۴ خانوار) بوده‌است.